# Castiarina wilsoni
Castiarina wilsoni es una especie de escarabajo barrenador metálico del género Castiarina, categorizada en la tribu Stigmoderini, de la subfamilia Buprestinae.

## Distribución
Se distribuye por Australasia.

## Taxonomía
Fue descrita científicamente por Saunders en 1868.
Tratamiento taxonómico
La especie aparece registrada y publicada en Descriptions of fifty new species of the genus Stigmodera. Journal of the Linnaean Society of London (Zoology) 9:460-483. (1868).